# اچ‌ام‌اس تندوس (اچ۰۴)
اچ‌ام‌اس تندوس (اچ۰۴) (به انگلیسی: HMS Tenedos (H04)) یک کشتی بود. این کشتی در سال ۱۹۱۸ ساخته شد.